# Darby Camp
Darby Eliza Camp (Charlotte, 14 de julio de 2007) es una actriz estadounidense. Su carrera comenzó a través de su madre, también actriz. El papel que disparó la carrera de Camp se produjo en Big Little Lies (2017-2019) de HBO en el papel recurrente de Chloe Adaline Mackenzie, la hija de Madeline Martha Mackenzie (Reese Witherspoon). Obtuvo más reconocimiento por sus apariciones en películas como Frankie Hughes en Benji (2018), Kate Pierce en The Christmas Chronicles (2018) y Phoebe Evans en Dreamland (2019). Repitió su papel de Kate Pierce en The Christmas Chronicles 2. Además, protagonizó Clifford, el gran perro rojo de Paramount Pictures y Gaslit de Starz.

## Primeros años
Darby Eliza Camp nació el 14 de julio de 2007 en Charlotte, Carolina del Norte. Su padre, Clark, trabaja como entrenador asistente de baloncesto de North Mecklenburg High School. Su madre, Lacy, tiene un título en actuación y se graduó en la Universidad de Carolina del Norte en Greensboro. También ha trabajado como actriz. Lacy dejó que Darby y su hermana, Ruthie, "comenzaran" a actuar a una edad temprana. Mientras que a Ruthie no le gustó, Darby lo disfrutó. Durante el primer semestre del año escolar 2017–2018, Darby asistió a la Escuela Comunitaria de Davidson. Para noviembre de 2020, volvió a inscribirse en la escuela después de haber recibido educación en el hogar durante los últimos dos años.

## Carrera
Después de ver el disfrute de Camp por la actuación, su madre la presentó para un papel. A través de los contactos de su madre, Camp consiguió papeles en series de televisión como Drop Dead Diva y The Leftovers. A principios de 2016, se anunció que Camp se había unido al elenco de la adaptación televisiva de Big Little Lies de Liane Moriarty, que fue su papel revelación. Si bien Camp no sabía quiénes eran Reese Witherspoon y Nicole Kidman, sus padres estaban "súper emocionados" por ellas. Witherspoon le dio sugerencias a Camp mientras actuaba, lo que este último describió como agradable y profesional. Debutando en febrero de 2017, la serie presentó a Camp como Chloe Adaline Mackenzie, la hija de Madeline Martha Mackenzie (Witherspoon). El show fue aclamado por la crítica, particularmente por sus actuaciones. Más tarde ese año, Big Little Lies se renovó para una segunda temporada. Con respecto al episodio de la temporada 2 "Kill Me", Ben Travers de IndieWire dijo que el abrazo de Camp con Adam Scott "destrozó corazones".
En el 2017, se anunció que se había unido al elenco de Dreamland; la película estaba en producción durante el anuncio. Camp dijo que su padre le había asegurado la audición; estaba emocionada cuando escuchó que la película estaba protagonizada por Margot Robbie, de quien era fanática. Mientras filmaba Dreamland, Camp hizo una audición para la película de Netflix The Christmas Chronicles, donde interpretaría a una niña de 11 años que cree en Santa Claus, después de que su agente dijera que "sonaba como algo en lo que sería realmente buena". Estaba entusiasmada porque "nunca pensó que [ella] participaría en una [película] navideña".
En 2018, protagonizó Benji, que se estrenó el 16 de marzo de 2018 con críticas mixtas. Las actuaciones fueron fuente de elogios: Renee Schonfeld de Common Sense Media encontró a Camp y Gabriel Bateman dotados de realismo y corazón. The Christmas Chronicles se estrenó en noviembre del mismo año; la actuación de Camp recibió reseñas mixtas de los críticos. La escritora de Vox, Emily St. James, opinó que Camp y Judah Lewis, quien interpreta a su hermano Teddy en la pantalla, "logran sentirse más o menos como niños reales", considerando sus momentos emocionales planos y criticando su desconexión con Kurt Russell, quien interpreta a Santa Claus. Por el contrario, IGN pensó que Russell estaba bien emparejado con Camp y Lewis. A principios de 2018, se anunció que Camp sería recurrente en la serie de televisión de terror sobrenatural NOS4A2 de AMC como Haley Smith, una niña de 10 años dura, aventurera, divertida y segura de sí misma, y debutó en 2019. Dreamland se estrenó el 28 de abril de 2019 en el Festival de Cine de Tribeca y fue recibida de forma regular por la crítica. La interpretación de Camp obtuvo elogios de David Ehrlich de IndieWire, quien la consideró "inquisitiva pero nunca molesta".
En 2019, se anunció que Camp interpretaría el papel principal de Emily Elizabeth Howard, una inadaptada que se convierte en la mejor amiga de un pequeño cachorro, en la adaptación cinematográfica de Paramount Pictures de Clifford, el gran perro rojo. Originalmente estaba programada para su estreno en cines en septiembre de 2021, aunque luego se retrasó hasta noviembre de 2021 debido a la variante Delta del SARS-CoV-2. Aunque la película recibió críticas mixtas, se elogió la actuación de Camp. El Chicago Sun-Times la consideró "atractiva ... [y] dulce pero no odiosamente precoz", mientras que Los Angeles Times dijo: "Camp es capaz de vender su conexión emocional con el enorme cachorro escarlata entre todo el caos, lo que mantiene la película". corazón en el lugar correcto." En mayo de 2020, se anunció una secuela de The Christmas Chronicles. Estrenada en noviembre del mismo año, la segunda película también recibió críticas mixtas. Escribiendo para Deadline Hollywood, Pete Hammond consideró agradable su represalia. En mayo de 2021, fue elegida como personaje regular en Gaslit de Starz, donde interpretaría a Marty Mitchell, una joven que ha sido eclipsada por su madre, Martha Mitchell (Julia Roberts).

## Filmografía

### Películas
| Año  | Título                       | Papel                  | Notas                 |
| ---- | ---------------------------- | ---------------------- | --------------------- |
| 2018 | Benji                        | Frankie Hughes         | Película de streaming |
| 2018 | The Christmas Chronicles     | Kate Pierce            | Película de streaming |
| 2019 | Dreamland                    | Phoebe Evans           | [ 34 ]                |
| 2020 | When We Last Spoke           | Juliet                 | [ 34 ]                |
| 2020 | The Christmas Chronicles 2   | Kate Pierce            | Película de streaming |
| 2021 | Clifford, el gran perro rojo | Emily Elizabeth Howard |                       |

### Televisión
| Año       | Título                                          | Papel                   | Notas                                 |
| --------- | ----------------------------------------------- | ----------------------- | ------------------------------------- |
| 2014      | Drop Dead Diva                                  | Daisy Bowen             | Episodio: "Desperate Housewife"       |
| 2014      | The Summers Sisters                             | Sky                     | Película de televisión                |
| 2015–2017 | The Leftovers                                   | Patti Levin joven       | 2 episodios                           |
| 2017      | Grey's Anatomy                                  | Erin Miller             | 2 episodios                           |
| 2017–2019 | Big Little Lies                                 | Chloe Adaline Mackenzie | Recurrente 14 episodios               |
| 2018      | The 12th Annual CNN Heroes: An All-Star Tribute | Ella misma              | Presentadora de "Young wonders"       |
| 2019      | NOS4A2                                          | Haley Smith             | Recurrente (temporada 1), 5 episodios |
| 2022      | Gaslit                                          | Marty Mitchell          | Protagonista                          |